# Euagathis leptoptera
Euagathis leptoptera är en stekelart som beskrevs av Cameron 1907. Euagathis leptoptera ingår i släktet Euagathis och familjen bracksteklar. Inga underarter finns listade i Catalogue of Life.